# پارادایس (فیلم)
پارادایس فیلمی به کارگردانی و تهیه‌کنندگی علی عطشانی و نویسندگی مهدی علی‌میرزایی و علی عطشانی محصول سال ۱۳۹۳ است.
ترانه تیتراژ پایانی فیلم، توسط امید نیکوبیان خواننده پاپ ایرانی، به دو زبان فارسی و انگلیسی خوانده شده‌است.
بخشی از فیلمبرداری این فیلم در کاشان انجام شده است.

## خلاصهٔ داستان
فیلم درباره حضور سه روحانی ایرانی در کنفرانسی در کشور آلمان با عنوان «مذهب من» است. دو طلبه می‌خواهند برای شرکت در سمیناری دانشگاهی پیرامون ادیان به آلمان بروند. رئیس حوزه علمیه آنها که حاج آقا فراستی نام دارد، راه سفر را برآن‌ها می‌بندد. طلبه‌های جوان با اغفال حاج آقا فراستی، ویزایی هم برای او می‌گیرند و او را با خود به آلمان می‌برند.

## بازیگران
| بازیگر         | نقش            | توضیحات                |
| -------------- | -------------- | ---------------------- |
| مهران رجبی     | غلام‌علی فراستی | روحانی ارشد حوزه علمیه |
| جواد عزتی      | پژمان          | طلبه جوان              |
| محمدعلی نجفیان | محسن جهانگشا   | طلبه جوان              |
| سامان صفاری    | سامان          | مترجم/دوست سابق آنا    |
| الیویا بورکارت | آلیشیا         | خاطرخواه محسن          |
| بیتا عطشانی    |                |                        |
| ماتیاس متس     |                |                        |
| روبرت گلاتسیدا |                |                        |
| کاترین فلوس    |                |                        |
| مهدی اطیابی    |                |                        |
| میلاد نورالدین |                |                        |
| مسعود بهارلو   |                |                        |

## اکران
این فیلم در سال ۱۳۹۳ در کشورهای آلمان، اسپانیا و ایران فیلمبرداری شده‌است، پارادایس در ۳ بهمن ۱۳۹۷ در سینماهای ایران اکران شده‌است.

## جوایز
- جایزه بهترین کارگردانی به علی عطشانی، بهترین بازیگر مرد به جواد عزتی و بهترین بازیگر نقش مکمل مرد به مهران رجبی، از جشنواره چلسی آمریکا(۱۳۹۵)[۳]
- جایزه بهترین فیلم بلند جشنواره های کُوست سوئد.